# لی جائه-جین (بدمینتون‌باز)
لی جائه-جین (انگلیسی: Lee Jae-jin؛ زادهٔ ۲۶ ژانویهٔ ۱۹۸۳) بدمینتون‌باز اهل کره جنوبی است.